# 天主教聖羅莎-德科潘教區
天主教聖羅莎-德科潘教區（拉丁語：Dioecesis Sanctae Rosae de Copán）是洪都拉斯一個羅馬天主教教區，屬特古西加爾巴總教區。
教區成立於1916年2月2日，包括西部共五個省份，2010年有教友1,160,000人（佔轄區總人口90.0%）、四十二個堂區、六十名司鐸。現任教區主教為達爾文·魯迪·安迪諾·拉米雷斯。